# Henning Sirringhaus
Henning Sirringhaus és un físic britànic especialista en dispositius semiconductors, microelectrònica i optoelectrònica. Graduat en física obtingué un Ph.D. a l'Escola Politècnica Federal de Zuric. El 1995 i 1996 va realitzar una recerca post-doctoral a la Universitat de Princeton. Sirringhaus és professor de la Universitat de Cambridge i realitza recerques sobre espintrònica i de gir i foto-física de [[Semiconductor orgànic |semiconductors orgànics]], així com dels semiconductors inorgànics en solucions processables. El 2003 va guanyar el premi Mullard; el 2009 va ser designat com fellowship de la Royal Society i 2013 va obtenir la Medalla Hughes pel seu desenvolupament pioner dels processos d'impressió d'injecció de tinta per a dispositius semiconductors orgànics, i la millora dramàtica del seu funcionament i l'eficiència.

## Principals articles científics
- Sirringhaus, H.; Brown, P. J.; Friend, R. H.; Nielsen, M. M.; Bechgaard, K.; Langeveld-Voss, B. M. W.; Spiering, A. J. H.; Janssen, R. A. J.; Meijer, I. W.; Herwig, P.; De Leeuw, D. M. (1999). "Two-dimensional charge transport in self-organized, high-mobility conjugated polymers"; Nature 401 (6754): 685.
- Sirringhaus, Henning (1995). "Ballistic-electron-emission microscopy on epitaxial CoSi₂ / Si interfícies". ETH Zurich. doi:10.3929/ethz-a-001486644
- Sirringhaus, H.; Tessler, N.; Friend, R. H. (1998). "Integrated Optoelectronic Devices Based on Conjugated Polymers"; Science 280 (5370): 1741-1744.
- Sirringhaus, H.; Kawase, T.; Friend, R. H.; Shimoda, T.; Inbasekaran, M.; Wu, W.; Woo, I. P. (2000). "High-Resolution Inkjet Printing of All-Polymer Transistor Circuits"; Science 290 (5499): 2123-2126.
- Stutzmann, N.; Friend, R. H.; Sirringhaus, H. (2003). "Self-Aligned, Vertical-Channel, Polymer Field-Effect Transistors"; Science 299 (5614): 1881-1884.
- Sirringhaus, H. (2005). "Device Physics of Solution-Processed Organic Field-Effect Transistors"; Advanced Materials 17 (20): 2411.
- Zaumseil, J.; Sirringhaus, H. (2007). "Electron and Ambipolar Transport in Organic Field-Effect Transistors"; Chemical Reviews 107 (4): 1296-323.